# Kubuś Puchatek: Czas prezentów
Kubuś Puchatek: Czas prezentów (ang. Winnie the Pooh: Seasons of Giving) – amerykańska antologia filmowa z 1999 roku produkcji Walt Disney Video Premiere i Walt Disney Television Animation.
W skład tej kompilacji wchodzą dwa odcinki serialu Nowe przygody Kubusia Puchatka: Dzień Prosiaczka i Znaleziątko (wydane z drugą wersją dubbingu) oraz odcinek specjalny A Winnie the Pooh Thanksgiving z 1998 roku.
Film został wydany w Polsce na DVD i wideo 13 lutego 2005 roku przez Imperial Entertainment. Film wydany na DVD w Polsce z dystrybucją Imperial CinePix na 10-lecie powstania filmu w 2009 roku.

## Fabuła

### Dzień Prosiaczka (1989)
Tygrys chciałby pojeździć na nartach, nie ma jednak śniegu. Udaje się więc z Puchatkiem i Prosiaczkiem do Królika. Gdy wchodzą do jego domku, wpuszczają wiatr, który przez przypadek wywiewa kartki z kalendarza. Wszyscy są przekonani, że jest 2 lutego, czyli Dzień Świstaka, choć tak naprawdę jest 13 listopada. Prosiaczek udaje świstaka, który przepowiada rychłe nadejście wiosny. Na drugi dzień spada śnieg i Królik ma pretensje do Prosiaczka. Ten postanawia znaleźć prawdziwego świstaka.

### A Winnie the Pooh Thanksgiving (1998)
Mieszkańcy Stumilowego Lasu przygotowują się do obchodów Dnia Dziękczynienia. Organizują ucztę, na którą przynoszą swoje ulubione potrawy: Kubuś Puchatek miód, Prosiaczek żołędzie, Kłapouchy oset, Gofer lemoniadę, Sowa biszkopty, a Tygrys lody czekoladowe. Wszystko przerywa jednak Królik, który nie chce, żeby to było jakaś zwykła uczta, a tradycyjny obiad z indykiem, żurawinami i plackiem z dyni. Przydziela więc swoim przyjaciołom zadania do wykonania: Puchatek i Prosiaczek mają złapać indyka, Kłapouchy i Tygrys zebrać żurawiny, Gofer zrobić placek z dyni, Pan Sowa umyć naczynia, a Królik przez ten czas udekoruje stół. W końcu jednak Królik przekona się, że tradycja nie jest najważniejsza, a świętowanie z najbliższymi przyjaciółmi.
Przyjaciele spędzają Wigilię Bożego Narodzenia w domu Królika. Pan Sowa gra na pianinie, Kangurzyca i Maleństwo wieszają skarpety na kominku, Królik szykuje dekoracje, ale idąc z kartonem, potyka się i wysypuje lampki na Kłapouchego, Puchatek i Prosiaczek próbują zrobić łańcuch z popcornu, ale miś wyjada cały popcorn. Tymczasem Królik próbuje odwiązać lampki z osiołka. Maleństwo z niecierpliwością wyczekuje i wypytuje mamę o Świętego Mikołaja. Nagle do domu wpada Tygrys w czapce Mikołaja i workiem prezentów, z którego wyciąga list do Królika. Okazuje się, że wiadomość wysłała ptaszyna Kessie, z którą Królik ma wielką więź. Maleństwo nie wie, o kim mowa, więc Królik opowiada wszystkim długą historię z jej udziałem.

### Znaleziątko (1988)
Królik ratuje z zamieci śnieżnej małego osieroconego ptaszka – Kessie. Opiekuje się pisklątkiem przez całą zimę i bardzo się do niego przywiązuje. Przychodzi jednak czas, gdy mały ptaszek, nauczywszy się samodzielnie latać, musi opuścić swego opiekuna. Królik bardzo przeżywa rozstanie z Kessie.
Po zakończeniu historii przyjaciele są bardzo wzruszeni, a Tygrys zaczyna płakać. Nagle wybija zegar i przyjaciele wychodzą na dwór, aby ubrać choinkę. Wkrótce choinka jest już ubrana, a do przyjaciół dołącza też Krzyś. Nagle Królik zauważa, że zapomniał o najważniejszej ozdobie, czyli gwiazdce na czubku. Królik jest załamany, a przyjaciele próbują pocieszyć. Wtem Maleństwo dostrzega spadającą gwiazdę. Krzyś zwołuje wszystkich, aby zrobili koło wokół choinki i pomyśleli życzenie. Ale okazuje się, że to wcale nie jest spadająca gwiazda, tylko Kessie z brakującą gwiazdą. Ptaszyna wpada Królikowi w objęcia. Wszyscy życzą sobie wesołych świąt.

## Obsada głosowa
- Jim Cummings –
  - Kubuś Puchatek,
  - Tygrys
- Steve Schatzberg – Prosiaczek
- John Fiedler – Prosiaczek (nagranie archiwalne)
- Paul Winchell – Tygrys (nagranie archiwalne)
- Brady Bluhm – Krzyś (dialogi)
- Frankie J. Galasso – Krzyś (śpiew)
- Tim Hoskins – Krzyś (nagranie archiwalne)
- Ken Sansom – Królik
- Gregg Berger – Kłapouchy
- Peter Cullen – Kłapouchy (nagranie archiwalne)
- Nikita Hopkins – Maleństwo
- Tress MacNeille – Kangurzyca
- Michael Gough – Gofer
- Laura Mooney – Kessie
- Laurie Main – Narrator